# True Colors Tour (gira anual)
El True Colors Tour es una gira anual de música creada por Cyndi Lauper. Los beneficios de la gira se destinaron a la Campaña de Derechos Humanos y otras organizaciones que proporcionan apoyo a la comunidad LGBT y a los amigos y la familia, incluyendo PFLAG (Padres, Familiares y Amigos de Lesbianas y Gays) y la Fundación Pastor Mateo, así como organizaciones locales de las ciudades donde se celebraron los conciertos.

## 2007
En el True Colors Tour 2007 participaron Lauper, Debbie Harry, Erasure y The Dresden Dolls, con la comediante Margaret Cho como MC. Tuvo lugar en quince ciudades entre el 8 y el 30 de junio de 2007. Otros artistas e invitados especiales que actuaron en lugares específicos fueron The Gossip, Rosie O'Donnell, The Cliks, Indigo Girls, Cazwell, Amanda Lepore, Diana Yáñez y Rufus Wainwright. El Comité de Derechos Humanos recibió 1 dólar de cada boleto vendido en todo el recorrido.
Logo TV fue uno de los patrocinadores de la asociación para la gira. El canal transmitió un especial de media hora el 21 de junio de 2007 titulado Shining Through: Behind the Scenes of True Colors (Resplandor en la oscuridad: Detrás de las escenas de True Colors). El especial fue organizado por Margaret Cho en el MGM Grand en Las Vegas, Nevada. Durante el especial, Lauper explicó el propósito de la gira True Colors:

Amigos, familiares, la comunidad es un montón de gente y juntos hacen un sonido muy fuerte, y creo que la gente no conoce los hechos. No saben que puedes ser despedido de tu trabajo en 33 estados, si eres gay, lesbiana, transexual o bisexual. No saben que el proyecto de ley crimen de odio no se extiende a todo el mundo ... La educación es tan importante. Así que eso es lo que estamos tratando de hacer - de una manera divertida, cariñosa etc.
Cyndi Lauper

En octubre de 2007, el Congreso de EE. UU. aprobó la Ley de Matthew Shepard, uno de los objetivos de la gira.

### Álbum
Un álbum fue publicado el 12 de junio de 2007 por Tommy Boy Records. Fue lanzado también como descarga digital en iTunes.

#### Listado de temas
1. True Colors - Cyndi Lauper
2. Shores of California - The Dresden Dolls
3. Oh Yeah - The Cliks
4. Rock & Roll Heaven’s Gate - Indigo Girls
5. Gay Messiah - Rufus Wainwright
6. What Is Love - Debbie Harry
7. Early Bird (DJ Manolo's True Colors Mix) - Erasure & Cyndi Lauper
8. Plastic Surgery Slumber Party - Jeffree Star
9. (Take Back) The Revolution - Gossip
10. Watch My Mouth - Cazwell[2]

## 2008
El True Colors Tour en 2008 contó con Cindy Lauper, Indigo Girls, Andy Bell, Joan Jett and the Blackhearts, Girl in a Coma, The B-52's, Regina Spektor, Tegan and Sara, Colton Ford, Kat Deluna, The White Tie Affair, DJ Paul V, Joan Armatrading, Deborah Cox, The Cliks, The Puppini Sisters, Nona Hendryx, Sarah McLachlan y Lili Haydn, Los comediantes Margaret Cho, Carson Kresley, Wanda Sykes, Kate Clinton y  Rosie O'Donnell.

### Listado de canciones

#### Cyndi Lauper
Nota: el listado de canciones varía depende el lugar.
Ejemplo:
Concierto del 31 de mayo de 2008, Boston, Massachusetts, EE. UU..
1. Change of Heart
2. The Goonies 'R' Good Enough
3. Rocking Chair (con Rosie O'Donnell)
4. Set Your Heart
5. When You Were Mine
6. She Bop
7. Into the Nightlife
8. I Drove All Night
9. Girls Just Want to Have Fun
10. Same Ol' Story (a capela)
11. Time After Time
12. Money Changes Everything (Con Lucas Silver, The Cliks)
13. Everyday People
14. True Colors

Fue lanzado como descarga digital en iTunes.

## 2009-2010

### True Colors Cabaret Tour
El tour fue cancelado para el 2009, pero el True Colors Cabaret fue presentado en Nueva York en octubre, noviembre y diciembre de 2009, así como en enero y febrero de 2010.